# Seydou Aboubacar
Seydou Aboubacar Hima (Niamei, 9 de maio de 1994) é um basquetebolista profissional nigerino, com nacionalidade marfinesa que atualmente defende o Dominion Basket Bilbao na Liga Endesa. Atuou na seleção marfinense no FIBA Afrobasket 2015 em Radès e nos Jogos Africanos em Brazzaville. O atleta possui 2,07m de altura e joga na posição pivô, sendo o primeiro jogador nascido em Níger a debutar na Liga Endesa.